# Лични ефекти
Лични ефекти (енгл. Personal Effects) је драма из 2009. са Ештоном Кучером у главној улози. 

## Улоге
| Глумац       | Улога   |
| ------------ | ------- |
| Ештон Кучер  | Волтер  |
| Мишел Фајфер | Линда   |
| Кети Бејтс   | Глорија |
| Дејвид Луис  | Брајс   |